# Pobrežje, Videm
Pobrežje este o localitate din comuna Videm, Slovenia, cu o populație de 835 de locuitori.